# Curimaguanus
Curimaguanus is een geslacht van hooiwagens uit de familie Zalmoxioidae.
De wetenschappelijke naam Curimaguanus is voor het eerst geldig gepubliceerd door González-Sponga, in Kury in 2003. 

## Soorten
Curimaguanus is monotypisch en omvat slechts de volgende soort:
- Curimaguanus infrequentis